# Kindbergia oedogonium
Kindbergia oedogonium là một loài Rêu trong họ Brachytheciaceae. Loài này được (Müll. Hal.) Ochyra mô tả khoa học đầu tiên năm 1987.